# باري ييتس
باري ييتس (30 يناير 1946 في الولايات المتحدة - ) (بالإنجليزية: Barry Yates)‏ هو لاعب كرة سلة أمريكي في مركز هجوم صغير الجسم. لعب مع فيلادلفيا سفنتي سيكسرز.

## وصلات خارجية
- باري ييتس على موقع إن بي أي (الإنجليزية)
- باري ييتس على موقع سبورتس رفرنس (الإنجليزية)
- باري ييتس على موقع كلية كرة السلة في سبورتس رفرنس.كوم (الإنجليزية)
- باري ييتس على موقع ريلجم (الإنجليزية)
- باري ييتس على موقع بروبوليرز (الإنجليزية)